# Dysdera cephalonica
Dysdera cephalonica là một loài nhện trong họ Dysderidae.
Loài này thuộc chi Dysdera. Dysdera cephalonica được Christa Deeleman-Reinhold miêu tả năm 1988.